# Dibujo animado
Un dibujo animado (conocido como caricaturas, monitos animados en Chile, comiquitas en Venezuela, muñequitos en Centroamérica y el Caribe, dibujitos en zonas de Hispanoamérica, o con el anglicismo cartoon o cartún) es una categoría dentro de las obras de animación que se refiere a aquellas secuencias visuales realizadas en dos dimensiones. Se consiguen dibujando secuencialmente cada fotograma que componen a las obras, generando una secuencia y representación de imágenes en movimiento. Es la técnica de animación más antigua y conocida, denominada como animación 1D, animación 2D, animación tradicional o animación clásica. Se diferencia de la animación en 3D principalmente por la forma de producción.
También se utiliza este término para denominar a las películas que están hechas para televisión, o que se exhiben como largometrajes en los cines, e incluso se ven muchas veces en pantallas de computadora, distribuidas por Internet.
Los dibujos animados, encajados dentro de la animación clásica, recogerían la animación total (cuadro a cuadro), por fases y por transparencias, aunque popularmente el término también recoge técnicas de animación de stopmotion y similares. El primer largometraje de animación, titulado El apóstol, de 1917, se le atribuye al caricaturista argentino Quirino Cristiani, y fue realizado mediante la técnica de recortes, encajando más en el stopmotion.

## El proceso de la animación tradicional

### Guion gráfico
Para filmar o producir una película, es necesario tener una guía para tener en cuenta lo que se debe y no se debe hacer durante el trabajo. Esta guía es el guion gráfico (o storyboard en inglés), un desglose gráfico de lo que será la película o vídeo final, pero dibujado y con las anotaciones necesarias para cada escena que se filme o grabe.
El guion gráfico sirve de prueba o concepto y se constituye de imágenes y textos, similar a una tira cómica gigante. Los dibujos son hechos a mano alzada y de forma rápida, como apuntes, porque los cuadros son muchos.
Facilita y permite al equipo de animación planificar la acción de los personajes, ubicados según la composición que está señalada en esta pieza de antemano. También asisten a todo el equipo que participa de la filmación, como los artistas que pintan los fondos, quienes resuelven qué pintar y en dónde dejar espacios para que se sitúen los personajes.
Los artistas de guiones gráficos se reúnen regularmente con el director, y su trabajo puede pasar por sucesivas correcciones, hasta que se les aprueba la versión final.
En publicidad, los guiones gráficos sirven para que el cliente apruebe un anuncio comercial antes de filmarlo. Este compendio de dibujos y notas se trabaja con el equipo que filmará el comercial, la producción y el creativo, quien concibió la idea. El día de la filmación sirve de guía al director para hacer las tomas y a los actores (si los hay) para hacer su trabajo. A diferencia del guion gráfico para guiones cinematográficos, estos son más detallados y cuidadosamente coloreados. Esto se hace únicamente con fines de presentación para el cliente.

### Animatic

Ejemplo de cómo ocho imágenes, superponiéndose en lazo cerrado y repitiéndose una y otra vez, dan lugar a un dibujo animado.

En los comienzos de la animación fue llamado Leica reel debido a que la lente que se usaba para este fin era de la firma alemana Leica. El animatic o previsualización se realiza antes de que el verdadero proceso de rodaje comience. Un animatic es una pieza audiovisual, en la que se reúnen las imágenes del storyboard con la pista de audio preliminar, de manera sincronizada. La reproducción de esta especie de esbozo de la pieza final sirve al equipo para encontrar fallos en la duración o composición de las escenas y en el guion cinematográfico. Se vuelve a corregir el guion gráfico o a grabar el audio, si es necesario, para crear un nuevo animatic. Las sucesivas revisiones del animatic evitan tener que editar las escenas más tarde, cuando ya estén rodadas, y que se realice trabajo de más, algo muy costoso en la animación o en el rodaje final.

### Diseño y timing
Una vez aprobado el animatic, se envían los storyboards a los departamentos de diseño. Allí los diseñadores de personajes preparan hojas de modelos (model sheets) para cada uno de los personajes más importantes, y para los demás elementos visuales del filme. Estas hojas documentan la apariencia de cada personaje desde una variedad de ángulos de vista, y sus poses más comunes, para que los diferentes artistas que intervienen en el proyecto trabajen de manera consistente. Algunas veces se realizan incluso pequeñas esculturas o maquetas para que el animador vea al personaje en tres dimensiones. Al mismo tiempo, los artistas de fondos realizan un trabajo similar con los distintos escenarios, y los directores de arte y los estilistas de color determinan el estilo del dibujo y los esquemas de colores a emplear.
En paralelo al diseño, el director de timing, que a menudo puede ser el director general, determina exactamente qué poses, dibujos y movimientos de los labios se necesitarán para cada cuadro. Se crea una hoja de exposición (exposure sheet o X-sheet, para abreviar), que es una tabla que contiene un desglose de la acción, el diálogo y el sonido, para cada cuadro de la animación, y sirve como guía a los animadores. Si además la película tiene una fuerte base musical, se crea también una bar sheet, que es otra hoja de formato tabular que muestra la relación entre la acción en pantalla, el diálogo y las notas musicales.

### Layout
La etapa de layout comienza una vez que el diseño se ha completado. Este proceso es análogo a la división en planos de una película filmada de la realidad. Es aquí cuando los artistas de layout de fondos determinan el ángulo y la posición de la imaginaria cámara, de dónde proviene la luz y cómo se proyectan las sombras. Los artistas de layout de personajes determinan las principales poses que tendrán los personajes en cada escena, y de cada una harán un dibujo.
Los dibujos de layout se esparcen sobre el animatic, empleando la X-sheet como guía.

### Animación
En el proceso de animación tradicional, se empieza dibujando en hojas de papel, perforado para encajar en las barras de sus escritorios (peg bars), a menudo utilizando lápices de color. Un animador de buena categoría dibuja los cuadros clave de una escena, empleando los layouts como guía. Dibuja los cuadros suficientes para describir la acción.
La duración se tiene en cuenta mucho por estos primeros animadores; cada cuadro tiene que coincidir exactamente con la pista de sonido en el momento en que aparece; de otra forma, se notaría una discrepancia entre lo que se ve y lo que se oye, que puede ser una distracción para la audiencia. Por ejemplo, en las grandes producciones, se hace un gran esfuerzo en hacer coincidir el diálogo con la boca de los personajes que lo ejecutan.
El animador primario (llamado key animator o lead animator) prepara entonces una prueba a lápiz (pencil test), que es una versión preliminar de la escena animada. Cada cuadro clave se fotografía o escanea y se sincroniza con la pista de audio preliminar. Se previsualiza así la animación completa, y el animador puede mejorarla antes de pasarla a los asistentes de animación, quienes añaden el detalle y completan los cuadros intermedios entre clave y clave. El trabajo de los asistentes de animación se revisa, se vuelve a hacer una prueba a lápiz, vuelve a corregirse, hasta que pasa nuevamente a manos del animador líder, quien lo aprueba junto con el director. En el mundo de la animación hay personajes que llegan a destacar unos más que otros; por la fama que se le da por parte del estudio que lo dirige y el consumo generado por sus fanes. discovery kids

## Películas de dibujos animados
La animación es la técnica que se emplea para realizar películas de dibujos animados. Una persona llamada animador dibuja las imágenes claves que muestran las partes principales de la acción, e indica el número de viñetas necesarias para mostrar en cada fase de movimientos entre una imagen clave y la siguiente.
Para obtener un movimiento de un segundo se necesitan 24 viñetas que realizan diversos dibujantes llamados intermediarios. La mayor parte de los fondos se dibujan por separado y los dibujos individuales que muestran movimiento se pondrán sobre el lugar adecuado del fondo, y se fotografían para formar la película.
Por último, la película se proyecta a 24 viñetas por segundo para provocar la sensación de movimiento continuo. Hoy en día, los animadores pueden utilizar ordenadores para acelerar el proceso de dibujo.